# HDMI
High Definition Multimedia Interface (HDMI; читается как «эйч-ди-эм-ай», в разговорной лексике часто используется «аш-ди-ми-ай») — интерфейс для мультимедиа высокой чёткости, позволяющий передавать цифровые видеоданные высокого разрешения и многоканальные цифровые аудиосигналы с защитой от копирования (HDCP).
Разъём HDMI обеспечивает цифровое DVI-соединение нескольких устройств с помощью соответствующих кабелей. Основное различие между HDMI и DVI в том, что разъём HDMI меньше по размеру, а также поддерживает передачу многоканальных цифровых аудиосигналов. Является заменой аналоговых стандартов подключения, таких как SCART, VGA, YPbPr, RCA, S-Video.
Основателями HDMI являются компании Lattice Semiconductor, Maxell, Matsushita Electric Industrial, Philips, Sony, Technicolor, TOSHIBA.

## Характеристики
- HDMI имеет пропускную способность в пределах от 4,9 Гбит/с (HDMI 1.0) до 96 Гбит/с (HDMI 2.2).
- Длина стандартного (медножильного) кабеля может достигать 10 м[3], также возможно увеличение длины до 20—35 м и более с применением как внешних усилителей-повторителей, так и встроенных сразу в кабель. Некоторые производители устанавливают ферритовые кольца в начале и в конце кабеля для защиты от помех. Усилители (повторители, эквалайзеры) ставят не на выходе источника сигнала, а именно на входе телевизора. Для передачи HDMI на расстояние от 20 м до десятков километров используют HDMI-удлинители (HDMI Extenders).
- Существуют и активные кабели со встроенным волоконно-оптическим проводом для сигнала HDMI, которые имеют длину до 150 м.
- Поддерживает управляющие протоколы CEC и AV.link[англ.].
- Все новые версии HDMI обратно совместимы с предыдущими версиями.
- Существуют переходники с HDMI на DVI и обратно.

## Спецификации
| Спецификация | Дата выпуска    | Описание |
| ------------ | --------------- | --- |
| 1.0          | 9 декабря 2002  | Максимальная пропускная способность интерфейса по одному проводу 4,9 Гбит/с. Поддержка видео до 165 МПикс/сек (1080p@60 Гц или UXGA) и 8-канального звука (192 кГц/24 бит). |
| 1.1          | 20 мая 2004     | Добавлена поддержка защиты звука, требуемая для проигрывания DVD-Audio. |
| 1.2          | 8 августа 2005  | - Добавлена поддержка передачи однобитового аудиосигнала, такого, как Super Audio CD DSD. - Разработан HDMI-разъём типа A с полной поддержкой всех форматов для PC-источников и дисплеев. - Добавлена возможность для PC-источников использовать родное цветовое пространство RGB при сохранении поддержки YCbCr CE. - Установлено требование для дисплеев с HDMI 1.2 и более поздних версий поддерживать будущие низковольтные (то есть, связанные по переменному току) источники, например, основанные на базе технологии ввода-вывода PCI Express. |
| 1.2a         | 14 декабря 2005 | - Добавлена полная поддержка всех особенностей и наборов команд протокола дистанционного управления CEC. |
| 1.3          | 22 июня 2006    | - Поднята частота синхронизации с 165 до 340 МГц, что позволяет увеличить пропускную способность интерфейса по одному проводу с 4,95 до 10,2 Гбит/с. - Реализована поддержка разрешения Full HD:1920 × 1080 при 120 Гц, и QHD: 2560 × 1440 при 60 Гц - Добавлена поддержка «глубокого цвета» (Deep Color, 30-, 36-, 48-битный цвет, то есть глубина цвета 10, 12 или 16 бит на каждый компонент RGB) в высоких разрешениях, вместо поддержки только 24-битного цвета у предыдущей версии. - Поддержка стандарта цветопередачи xvYCC. - Реализована автоматическая синхронизация видео- и аудиосигналов. - Добавлена поддержка новых форматов сжатия без потерь многоканального звука Dolby TrueHD и DTS-HD Master Audio. для декодирования внешними AV-ресиверами - Разработан новый разъём miniHDMI (Type C) для портативных устройств, например, видеокамер. |
| 1.3b         | 26 марта 2007   | - Управление бытовой электроникой. |
| 1.4          | 22 мая 2009     | - Добавлена поддержка разрешения 4K (3840×2160 при 24/25/30 Гц, либо 4096×2160 при 24 Гц). - Реализована возможность создания Fast Ethernet-соединения (100 Мбит/с) (HDMI Ethernet Channel, HEC). - Реализована технология реверсивного звукового канала (ARC). - Разработан новый интерфейсный разъём для миниатюрных устройств — micro-HDMI (Type D). - Поддержка 3D-изображения. |
| 1.4a         | 4 марта 2010    | - Улучшена поддержка 3D-изображения - Новые обязательные режимы Side-by-Side и Top-and-Bottom для вещательного контента введены в дополнение к режимам, имеющимся в спецификации 1.4. С учётом этих двух обязательных форматов спецификация обеспечивает уровень совместимости устройств, предназначенных для доставки 3D-контента через соединение HDMI. - Обязательные 3D-форматы: - для фильмов на Blu-ray дисках — удвоенного разрешения (Frame Packing) 1080p@24 Гц; - для игр — удвоенного разрешения (Frame Packing) 720p@50 или 59,94/60 Гц; - для телевидения — режим Side-by-Side 1080i@50/60 Гц или режим Top-and-Bottom 720p@50/60 Гц или 1080p@24 Гц. - Применение 3D-форматов: - дисплеи — должны поддерживать все обязательные форматы; - коммутаторы, хабы и другие коммутирующие устройства должны быть в состоянии пропускать все обязательные форматы; - источники (Blu-ray плееры, игровые приставки, ТВ-тюнеры) — должны поддерживать, по крайней мере, один обязательный формат. |
| 1.4b         | 11 октября 2011 | Одной из новых функций является то, что он добавляет поддержку 3D-форматов 1080p при 120 Гц. |
| 2.0          | 4 сентября 2013 | - В HDMI 2.0 увеличена максимальная дифференциальная передача сигналов с минимизацией перепадов уровней (TMDS) на пропускную способность канала от 3,4 Гбит/с до 6 Гбит/с, который позволит увеличить общую пропускную TMDS до 18 Гбит/с. Это позволит HDMI 2.0 поддерживать разрешение Full HD 3D при 120 Гц и разрешение 4K при 60 Гц (только в 24 бит режиме глубины цвета для схемы кодирования 4:4:4; HDR/30 битная глубина цвета доступны только в режимах кодирования 4:2:0 — 4:2:2; 30 бит/HDR доступны в режиме 50 Гц с кодированием 4:4:4). Другие особенности: поддержка цветовой субдискретизации 4:2:0; поддержка 25 кадров в секунду 3D-форматов; улучшение 3D-возможностей; более восьми аудиоканалов; поддержка HE-AAC и DRA-аудиостандартов и др.. При переходе на новый стандарт, замена кабеля не требуется. - Добавлена поддержка 4K при 50/60 Гц - Добавлена поддержка до 32 аудиоканалов - Частота дискретизации увеличена до 1536 кГц - Одновременная передача двойного видеопотока для нескольких пользователей на одном экране - Одновременная передача многопотокового аудио нескольким пользователям (до 4) - Добавлена поддержка дисплеев с соотношением сторон 21:9 - Добавлена динамическая синхронизация видео- и аудиопотоков - Поддержка CEC обеспечивает расширенные возможности управления бытовой электроникой при помощи единой точки управления Спецификация исключена. Включена в HDMI 2.1 |
| 2.0a         | 8 апреля 2015   | Добавлена поддержка видео с расширенным динамическим диапазоном (HDR-видео). |
| 2.0b         | Декабрь 2016    | Расширены возможности по передаче видео с расширенным динамическим диапазоном (HDR-видео). Поддержка HDR10 и HLG (Hybrid Log-Gamma). |
| 2.1          | 4 января 2017   | Увеличенная до 48 Гбит/с пропускная способность и поддержка более высокой частоты обновления экрана. Список поддерживаемых разрешений: 4K, 5K, 6K, 8K и 10K. Стандарт поддерживает цветовые пространства BT.2020 с 10-, 12- и 16-битной цветовой разрядностью. В режиме без потерь в цвете (мониторные, lossless режимы от 60 Гц) доступны разрешения: - 4K, 120 Гц, с глубиной цвета — 24/30/36/48 бит/HDR; - 5K — 24/30/36/HDR; - 6K — 24/30/HDR; - 8K от 60 Гц доступны только в режиме сжатия DSC, с гарантированными потерями цветовой информации. Но при наличии полных версий приёмопередатчиков, с обеих сторон цифрового тракта (48 Гбит/с в режиме FRL6) доступны 50 Гц в 24 битной глубине цвета при кодировании цвета в режиме 4:4:4, без сжатия c потерями (DSC). О реальной поддержке 8K+ разрешений с кадровой частотой от 60 Гц, без потерь в передаче видеоданных Полностью поддержка мониторных режимов 8K (lossless/4:4:4/без сжатия DSC с потерями) появилась только в Display Port 2.0+ (стандарт опубликован VESA 26 июня 2019 года), в UHBR20 режиме работы каждой из 4 линий. На сегодня[когда?] нет ни одной видеокарты, поддерживающей Display Port 2.0+ в полном объёме (UHBR20 режиме передачи), вне профессионального сегмента видеокарт. Первая профессиональная серия видеокарт, с полной поддержкой UHBR20, появилась у АМД весной 2023. По указанным выше причинам, по состоянию на декабрь 2023, нет в продаже и массовых 8К мониторов, что на практике, дало бы плотность пикселей на дюйм (ppi) сопоставимую со смартфонами (примерно от 250 ppi), на диагоналях больше 23", самых массовых на сегодня, подключаемых одним кабелем, хотя возможности производить массовые матрицы 8К появились уже более 10 лет назад. В настоящее время[когда?] лицензирующей организацией HDMI Licensing принято решение об исключении спецификаций HDMI 2.0 всех версий и включении их в HDMI 2.1. В то же время, все новые возможности HDMI 2.1 являются опциональными и реализация определяется производителем (что даёт им возможности произвольно указывать версию 2.1 в составе любого продукта, который может не поддерживать новых возможностей версии 2.1). |
| 2.2          | 25 июня 2025    | Увеличенная до 96 Гбит/с пропускная способность. Поддержка 8K в 240 Гц, 10K в 120 Гц, 16К в 60 Гц. |

## Разновидности разъёмов

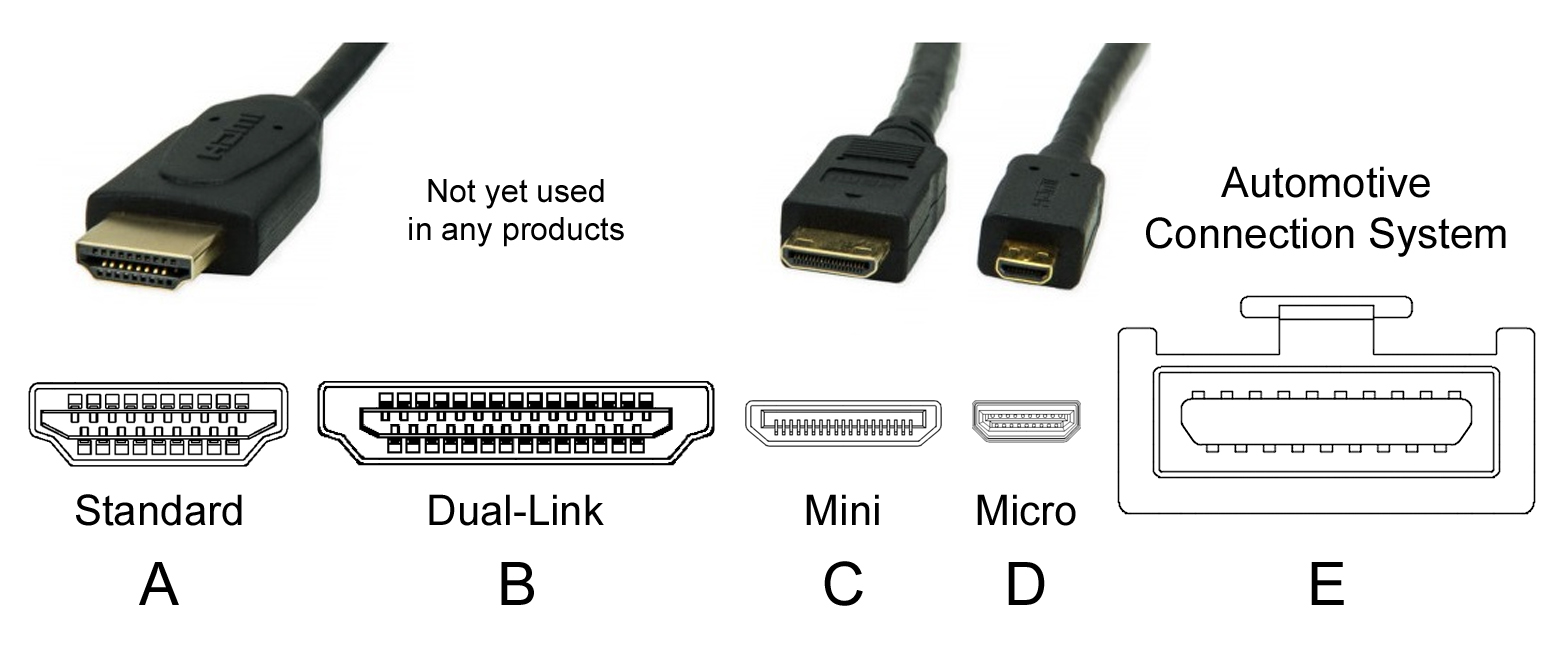
Разновидности разъёмов HDMI

Разъёмы HDMI содержат 19 контактов и чаще всего исполняются в трёх форм-факторах:
- HDMI (Type A);
- mini-HDMI (Type C);
- micro-HDMI (Type D).

## Устройство кабеля

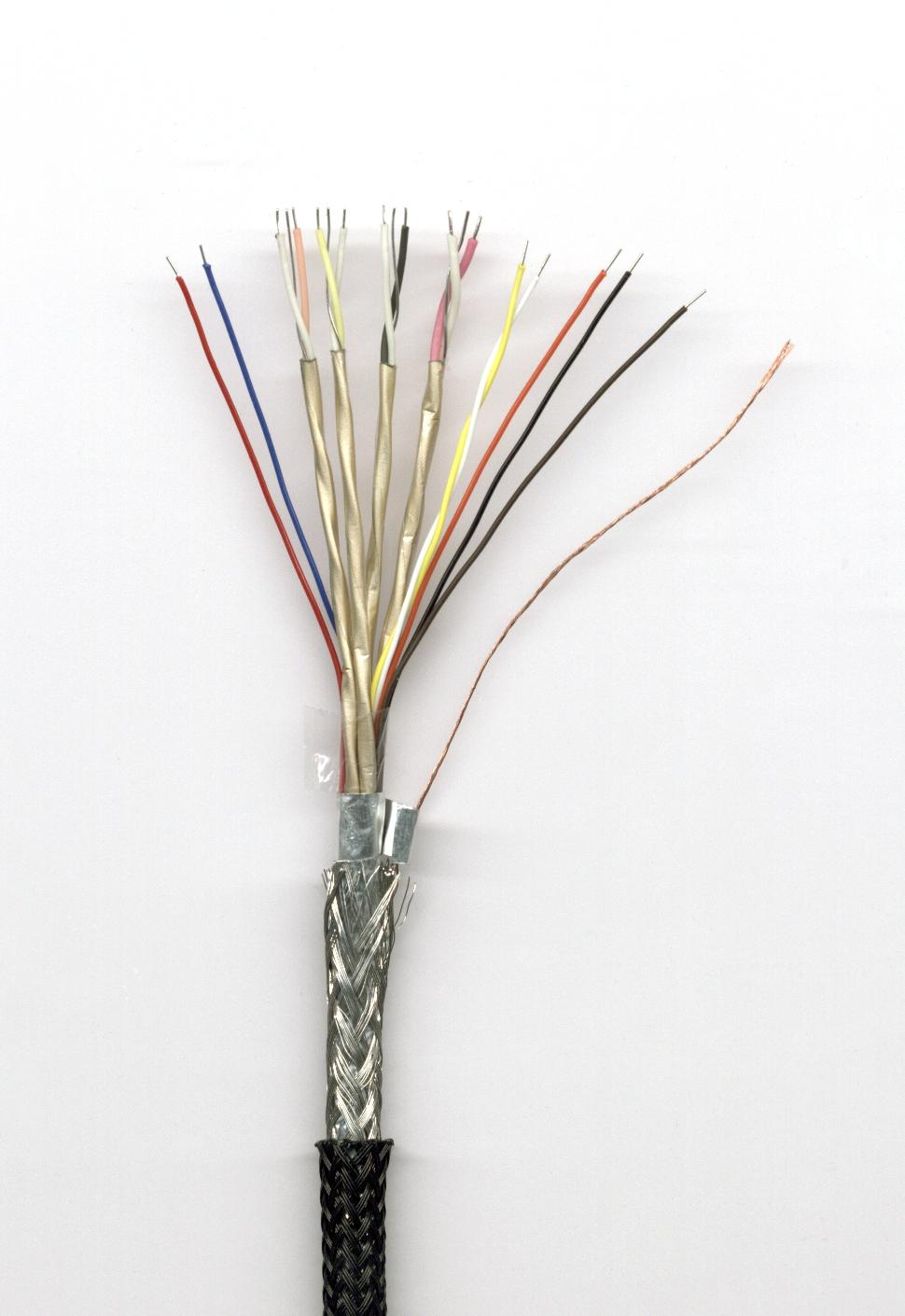
Устройство HDMI-кабеля

HDMI-кабель состоит из следующих частей:
- Внешняя оболочка.
- Экранирующая оплётка из проволок с дополнительной медной неизолированной жилой для пайки.
- Экран из алюминиевой фольги.
- Полипропиленовая оболочка.
- Экранированные витые пары пятой категории с волновым сопротивлением 100 Ом для сигнала синхронизации и сигналов данных. Экран каждой витой пары имеет внешнюю изоляцию и проволоку для пайки (дренажный проводник).
- Витая пара для сигналов SDA и SCL шины I²C. Может быть экранирована, хотя это не требуется.
- Отдельно идущие проводники для питания и управляющих сигналов.

## Различия между DVI, DisplayPort и HDMI
- Ранее DisplayPort не взимал каких-либо выплат[17], но с 5 марта 2015 года отчисления составляют 20 центов за каждое устройство[18]. В то же время производители техники использующих HDMI, выплачивают минимум 4 цента за каждое устройство (15 центов, если не указан логотип HDMI на продукте и в рекламных материалах)[19].
- Новая версия стандарта DisplayPort 2.0 (2.1) имеет более высокую пропускную способность 80 Гбит/с (полезная полоса 77,37 Гбит/с), что позволяет передавать сигнал мониторного качества с частотой 60 Гц и глубиной цвета в 24 бита при кодировании цвета в режиме цветового прореживания 4:4:4 и без сжатия с потерями (DSC), при разрешении до 9K (9008x5630 в формате 16:10) пикселей или позволяя достигать более высоких кадровых частот и/или глубины цвета при более низких разрешениях в сравнении с полной версией HDMI 2.1 на 48 Гбит/с (эффективная 42,6 Гбит/с)[20].

| Кабель | DVI (1999 год) | DisplayPort 1.2a (2010)                                                     | HDMI 1.4b (2011, базовая поддержка TMDS на 340 МГц c 2006 года, с версии 1.3)    | HDMI 2.0b (2016, базовая поддержка TMDS на 600 МГц c 2013 года) | HDMI 2.1 (2017 — базовая поддержка 48 Гбит/с) |
| --- | -------------- | --------------------------------------------------------------------------- | -------------------------------------------------------------------------------- | --- | --- |
| Максимальное разрешение (60 Гц и 24 бита, в формате 16:10, в режиме кодирования 4:4:4 и без DSC сжатия с потерями) | 2880×1800 (3K) | 4096×2560 (4K)                                                              | 2880×1800 (3K) (с версии HDMI 1.3)                                               | 3840×2400 (4K) | 6144×3840 (6K) |
| Поддержка аудио | Нет            | Да                                                                          | Да                                                                               | Да | Да |
| Поддержка AMD FreeSync                                                                                             | Нет            | Да                                                                          | Да                                                                               | Да | Да (только версия FreeSync Premium Pro поддерживает HDR в мониторных режимах 4:4:4) |
| Поддержка Nvidia G-Sync                                                                                            | Нет            | Да                                                                          | Нет                                                                              | Нет | Нет |
| Поддержка более 24-битной глубины цвета                                                                            | Да             | Да (до 30 бит в мониторном режиме 4K и 60 Гц 4:4:4, но без поддержки HDR10) | Да (только в режимах с потерями цветовой информации 4:2:0 — 4:2:2 от 4K и 30 Гц) | Да (только в режимах с потерями цветовой информации 4:2:0 — 4:2:2 от 4K и 60 Гц)                                                                                            | Да (только в режимах с потерями цветовой информации 4:2:0 — 4:2:2 (без сжатия в режиме DSC, с потерями) от 8K и 60 Гц) |
| Поддержка HDR | Нет            | Нет                                                                         | Нет                                                                              | HDR10 (только статические метаданные — полная поддержка стандарта возможна только на матрицах OLED / microLED с яркостью от 1000 нит и уровнем чёрного не более 0.0005 нит) | HDR10+ (статические и динамические метаданные — в случае динамических — возможна автоподстройка под возможности устройств отображения, то есть при наличии источника видеоданных с метаданными стандарта HDR10+ и устройства отображения совместимого с HDR10+ в полном объёме функций возможна улучшенная поддержка HDR10 вне OLED / microLED экранов, например, на матрицах IPS (VA) / IPS miniLED, у которых яркость или максимальный уровень чёрного заведомо существенно хуже требований стандарта HDR10). |
| Лицензионные отчисления                                                                                            | Без отчислений | 0,20 $ за единицу                                                           | 0,04 $ за единицу + фиксированный налог                                          | нет данных | нет данных |